# خطة نيسكو
كانت خطة نيسكو عملية لترحيل اليهود إلى منطقة لوبلان بالحكومة العامة في عام 1939. تم إلغاؤه في أوائل عام 1940.
فكرة طرد يهود أوروبا وإعادة توطينهم،  في الزاوية النائية من إقليم الحكومة العامة المتاخم لمدينتي لوبلان ونيسكو، ابتكرها أدولف هتلر وصاغها أتباعه من قوات الأمن الخاصة. تم تطوير الخطة في سبتمبر 1939 بعد غزو بولندا وتم تنفيذها بين أكتوبر 1939 وأبريل 1940، على النقيض من «خطة مدغشقر» النازية المماثلة وخطط التوطين اليهودية الأخرى التي تم وضعها قبل الهجوم على بولندا في بداية الحرب العالمية الثانية.
ابتكر أدولف هتلر الفكرة بمساعدة كبير الإيديولوجيين النازيين ألفريد روزنبرغ وزعيم الرايخ إس إس هاينريش هيملر، بمشاركة إس إس- أوبرستورمبانفورر أدولف أيخمان («مهندس الهولوكوست»)؛ بالإضافة إلى هاينريش مولر من الغيستابو وهانز فرانك (محامي هتلر) وآرثر سيس-إنكوارت من إدارة Generalgouvernement. غروبنفهرر أوديلو غلوبوكنيك، الرئيس السابق غاولايتر فيينا - عين القائد الأعلى لقوات الأمن والشرطة منطقة لوبلان الجديد - وضعت المسؤول عن التحفظ. خلال التنفيذ المبكر للخطة، أنشأ النازيون نظامًا للأحياء اليهودية للمدنيين اليهود لاستخدامهم كقوة عاملة ألمانية. تم إنشاء أول معسكرات للعمل القسري لمشروع Burggraben الذي يهدف إلى تحصين خط ترسيم النازية السوفيتية وتزويد وحدات إس إس المحلية في لوبلان من ليبوا.
في المجموع، تم ترحيل حوالي 95000 يهودي إلى محمية لوبلان. تم إنشاء المعسكر الرئيسي للمجمع بأكمله في بيلزك في البداية (قبل بناء معسكرات الموت) للعمل الجبري اليهودي. في مارس 1942 أصبح أول معسكر إبادة نازي لعملية راينهارد، مع غرف الغاز الدائمة التي نظمها كريستيان ويرث في غرف الاستحمام المزيفة. على الرغم من إغلاق معسكرات Burggraben مؤقتًا في أواخر عام 1940، تم إعادة تنشيط العديد منها في عام 1941. تم إنشاء معسكرين إبادة آخرين، سوبيبور ومايدانيك، في وقت لاحق في منطقة لوبان أيضًا. أصبح معسكر ليبوا معسكرًا فرعيًا للأخير في عام 1943. تم التخلي عن خطة نيسكو لأسباب عملية. ومع ذلك، فإن أربياتسلاغر (الألمانية لـ «معسكرات العمل الجبري») التي تم إنشاؤها بالفعل لورش التسليح الألمانية أصبحت القاعدة الصناعية لمشاريع إس إس الأخرى مثل أوستي. عمل عدد منهم حتى أكتسيون إرنتيفست، وآخرون خارج المذابح.

## خلفية
كان النظام اللا سامي في ألمانيا النازية ينوي تحقيق حل دائم لما اعتبروه «المسألة اليهودية». قبل الإعلان عن «الحل النهائي» وتنظيمه خلال مؤتمر وانسي في 20 يناير 1942، تصور بعض كبار النازيين حلًا إقليميًا لـ "المسألة اليهودية". ومع ذلك، باستثناء خطة نيسكو، لم يتقدم أي من الحلول الإقليمية إلى ما بعد مرحلة التخطيط. بدلاً من ذلك، نفذ الألمان النازيون الإبادة شبه الكاملة لليهود الأوروبيين من خلال المحرقة.

### التخطيط

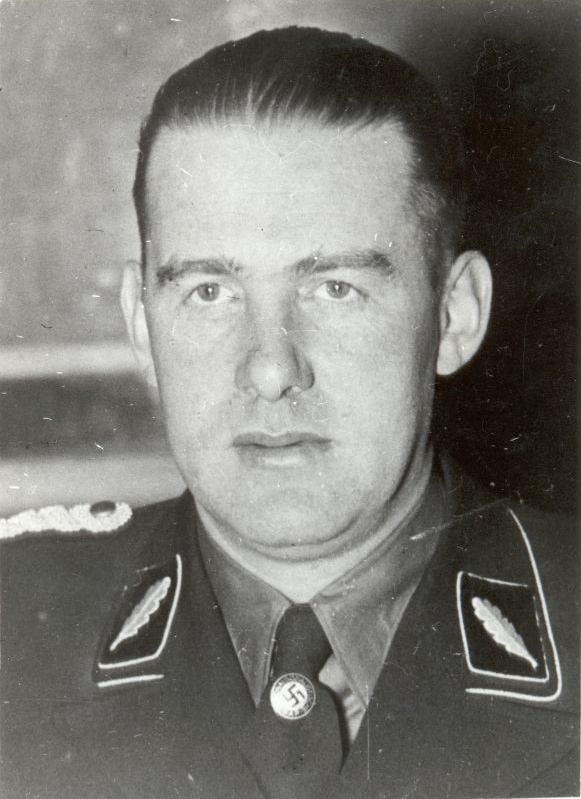
أوديلو جلوبوسنيك

في أواخر صيف عام 1939، طور الديكتاتور الألماني النازي أدولف هتلر، مع أحد أهم علمائه النازيين ألفريد روزنبرغ، فكرة «تحفظ» يهودي (Judenreservat). كانت مدينة لوبلان في بولندا محط اهتمام المخططين النازيين منذ أوائل الثلاثينيات، بعد أن وصفها هيرمان سيفرت بأنها مركز القوة اليهودية العالمية ومصدر إمكاناتها الجينية. بعد أن هزمت ألمانيا النازية بولندا في سبتمبر 1939 وقسمتها مع الاتحاد السوفيتي، أصبحت منطقة لوبلين جزءًا من الحكومة العامة برئاسة هانز فرانك. بمجرد أن كانت تحت السيطرة الألمانية النازية، تم تفتيش المنطقة من قبل نائب فرانك أرتور سيس-إنكوارت في نوفمبر 1939. وذكر أنه - بحسب الحاكم المحلي - فإن المنطقة «المستنقعية بطبيعتها» ستكون بمثابة محمية لليهود، وأن «هذا الإجراء سيؤدي إلى هلاكهم الكبير». في 25 نوفمبر، أبلغ فرانك الإدارة المحلية أنه تم اقتراح تدفق «ملايين اليهود». أيضًا في نوفمبر، تم تكليف أوديلو جلوبوسنيك بالمسؤولية عن جميع القضايا المتعلقة باليهود في منطقة لوبلان. أنشأ جلوبوسنيك قسمًا بقيادة الدكتور هوفباور للتخطيط لتسوية اليهود المتوقعين وتجنيدهم للعمل القسري.